# Malkosaari (ö i Kajanaland)
Malkosaari är en ö i Finland. Den ligger i sjön Laakajärvi och i kommunen Kajana i den ekonomiska regionen  Kajana ekonomiska region  och landskapet Kajanaland, i den centrala delen av landet, 400 km norr om huvudstaden Helsingfors. Öns area är 0,4 hektar och dess största längd är 130 meter i sydöst-nordvästlig riktning.